# Auguste Ménégaux
Henri Auguste Ménégaux, né le 17 mai 1857 à Audincourt et mort le 15 juillet 1937 à Bourg-la-Reine, est un ornithologue français.

## Biographie
Agrégé de sciences naturelles, il enseigne dans le secondaire avant de soutenir à la Sorbonne une thèse en 1889 intitulée Recherches sur la circulation des Lamellibranches marins, elle paraît à Besançon en 1890. Il devient en 1901 assistant à la chaire des mammifères et des oiseaux dirigée par Émile Oustalet (1844-1905) où il succède à Eugène de Pousargues (1859-1901). Il devient le sous-directeur de ce laboratoire dirigé par Édouard Trouessart (1842-1927). Il étudie notamment les oiseaux rapportés par l’expédition antarctique française commandée par Jean-Baptiste Charcot (1867-1936). Le 26 janvier 1912, il devient l'un des deux vice-présidents fondateurs de la Ligue pour la protection des oiseaux en compagnie de Louis Ternier. Il le restera jusqu'en 1920.

## Publications
Ménégaux fait paraître environ 150 publications dont Les oiseaux de France (quatre volumes, Paul Lechevalier, 1932-1939). En 1909, il fonde avec Louis Denise (1863-1914) la Revue française d’ornithologie.

## Source
- Philippe Jaussaud et Édouard R. Brygoo, Du Jardin au Muséum en 516 biographies, Muséum national d’histoire naturelle de Paris, 2004, 630 p.